# Ардейл (Айова)
Ардейл (англ. Aredale) — місто (англ. city) в США, в окрузі Батлер штату Айова. Населення — 62 особи (2020).

## Географія
Ардейл розташований за координатами 42°50′0″ пн. ш. 93°0′19″ зх. д. / 42.83333° пн. ш. 93.00528° зх. д. (42.833195, -93.005368).  За даними Бюро перепису населення США в 2010 році місто мало площу 2,57 км², уся площа — суходіл.

## Демографія
Згідно з переписом 2010 року, у місті мешкали 74 особи в 35 домогосподарствах у складі 21 родини. Густота населення становила 29 осіб/км².  Було 40 помешкань (16/км²).
Расовий склад населення:
| - 100,0 % — білих |

До двох чи більше рас належало 0,0 %. Частка іспаномовних становила 1,4 % від усіх жителів.
За віковим діапазоном населення розподілялося таким чином: 21,6 % — особи молодші 18 років, 56,8 % — особи у віці 18—64 років, 21,6 % — особи у віці 65 років та старші. Медіана віку мешканця становила 42,5 року. На 100 осіб жіночої статі у місті припадало 111,4 чоловіків;  на 100 жінок у віці від 18 років та старших — 114,8 чоловіків також старших 18 років.
Середній дохід на одне домашнє господарство  становив 34 139 доларів США (медіана — 25 000), а середній дохід на одну сім'ю — 42 215 доларів (медіана — 35 313). Медіана доходів становила 37 500 доларів для чоловіків та 26 875 доларів для жінок. За межею бідності перебувало 13,2 % осіб, у тому числі 0,0 % дітей у віці до 18 років та 19,0 % осіб у віці 65 років та старших.
Цивільне працевлаштоване населення становило 16 осіб. Основні галузі зайнятості: сільське господарство, лісництво, риболовля — 31,3 %, транспорт — 18,8 %, виробництво — 18,8 %.